# Ударный (Еврейская автономная область)
Уда́рный — станция (тип населённого пункта) в Облученском районе Еврейской автономной области России. Входит в состав Облученского городского поселения.

## География
Станция находится в северо-западной части региона, на берегу реки Лиственичная (левый приток реки Хинган), на расстоянии 6 км к востоку от города Облучье, административного центра района.

## Население
| 2002 | 2010 |
| ---- | ---- |
| 8    | ↘0   |

## Инфраструктура
- Станция Ударный.
- Между станциями Ударный и Облучье находится Облученский тоннель.
- Между станциями Ударный и Лагар-Аул находятся Лагар-Аульские тоннели.

## Транспорт
Через населённый пункт проходит автотрасса Чита — Хабаровск и Транссибирская магистраль.